# Małżeństwo osób tej samej płci w Belgii
     Małżeństwo
     Rejestrowany związek partnerski
     Konkubinat
     Konstytucja definiuje małżeństwo jako związek kobiety i mężczyzny
     Związki jednopłciowe nieuznawane

Status prawny związków osób tej samej płci w Europie:
Małżeństwo
Rejestrowany związek partnerski
Konkubinat
Konstytucja definiuje małżeństwo jako związek kobiety i mężczyzny
Związki jednopłciowe nieuznawane

30 stycznia 2003 roku Belgia stała się drugim na świecie krajem, który zalegalizował małżeństwa homoseksualne. Początkowo małżeństwa jednopłciowe w kraju były ograniczonym odpowiednikiem małżeństw heteroseksualnych (brak możliwości adopcji dzieci przez pary homoseksualne), ale ostatecznie usunięto wszelkie różnice między nimi.

## Proces legislacyjny
Projekt ustawy został przedstawiony 28 maja 2002 roku w belgijskim Senacie przez Jeannine Leduc z Flamandzkich Liberałów i Demokratów, Philippe Mahouxa z Frankofońskiej Partii Socjalistycznej, Philippe Monfilsa z Ruchu Reformatorskiego, Myriam Vanlerberghe z Flamandzkiej Partii Socjalistycznej, Marie Nagy z Frankofońskiej Partii Ekologicznej oraz Fransa Loziego z Flamandzkiej Partii Ekologicznej. Ustawa została przyjęta w izbie 28 listopada 2002 roku 46 głosami za i 15 przeciw. Następnie 30 stycznia 2003 roku regulacja prawna została uchwalona przez Izbę Reprezentantów stosunkiem głosów 91 do 22. Król Belgii, Albert II Koburg podpisał ustawę 13 lutego 2003 roku. Zgodnie z nakazem zawartym w 23 artykule ustawy, weszła ona w życie 1 czerwca 2003 roku. Od tego momentu pierwszy paragraf 143 artykułu belgijskiego kodeksu cywilnego stanowi: Małżeństwo może być zawarte przez dwie osoby przeciwnej lub tej samej płci. (po niderlandzku: Een huwelijk kan worden aangegaan door twee personen van verschillend of van hetzelfde geslacht., po francusku: Deux personnes de sexe différent ou de même sexe peuvent contracter mariage.)

## Kwestia obywatelstwa małżonków
Początkowo zagraniczne pary homoseksualne mogły pobierać się w Belgii, tylko jeśli kraj ich pochodzenia uznawał związki tego typu. Nowa regulacja prawna, uchwalona w 2004 roku, pozwala obecnie wszystkim homoseksualnym parom zawierać małżeństwa się na terytorium Belgii, jeżeli przynajmniej jedno z małżonków zamieszkuje w kraju przez co najmniej trzy miesiące.

## Adopcja dzieci
Początkowo belgijskie małżeństwo homoseksualne nie zezwalało na adopcję dzieci przez pary homoseksualne; nawet małżonek biologicznego rodzica dziecka urodzonego w małżeństwie homoseksualnym nie miał możliwości zostania jego prawnym rodzicem. 1 grudnia 2005 roku w krajowej Izbie Reprezentantów pojawiła się propozycja zmiany tej sytuacji; ustawa przyznająca małżeństwom homoseksualnym możliwość adopcji dzieci została przyjęta w kwietniu 2006 roku.

## Statystyki
Według Belgisch Staatsblad/Le Moniteur Belge (belgijski odpowiednik Dziennika Ustaw) około 300 jednopłciowych par wzięło ślub pomiędzy czerwcem 2003 roku i kwietniem 2004 roku (245 w 2003 i 55 w 2004). Ta liczba stanowiła 1,2% ogólnej liczby małżeństw zawartych w Belgii we wspomnianym okresie. Dwie trzecie zaślubionych par było parami gejowskimi. 22 lipca 2005 roku belgijski rząd ogłosił, że od momentu zalegalizowania małżeństw jednopłciowych w kraju ślub wzięło 2442 jednopłciowych par.